# Тятер-Араслановська сільська рада
Тяте́р-Арасла́новська сільська рада (рос. Тятер-Араслановский сельский совет) — муніципальне утворення у складі Стерлібашевського району Башкортостану, Росія. Адміністративний центр та єдиний населений пункт — село Тятер-Арасланово.

## Населення
Населення — 830 осіб (2019, 996 в 2010, 1035 в 2002).